# Chicago Automobile Manufacturing Company
Chicago Automobile Manufacturing Company war ein US-amerikanischer Hersteller von Automobilen.

## Unternehmensgeschichte
Das Unternehmen aus Chicago in Illinois stellte von 1905 bis 1907 Automobile her. Der Markenname lautete Chicago, möglicherweise mit dem Zusatz Steam Car.
Es gab keine Verbindungen zu den anderen Herstellern von Kraftfahrzeugen der Marke Chicago: Chicago Motor Vehicle Company, Chicago Motocycle Company und Chicago Electric Motor Car Company.

## Fahrzeuge
Im Angebot standen Dampfwagen. Die vier Zylinder des Dampfmotors waren V-förmig angeordnet. Die Motorleistung war mit 25/30 PS angegeben.  Sie wurde über ein Zweiganggetriebe und eine Kardanwelle an die Hinterachse übertragen.
Für das Model C sind weitere Daten bekannt. Das Fahrgestell hatte 290 cm Radstand. Die offene Karosserie bot Platz für fünf Personen. Der Neupreis betrug 2500 US-Dollar. Ob es daneben weitere Modelle gab, ist unklar.
Das Unternehmen warb damit, dass die Fahrzeuge innerhalb von zwei Minuten startklar seien. Die Quellen zweifeln dies an.